# Icona Pop
Icona Pop – szwedzki duet, który tworzy muzykę elektroniczną oraz synthpopową. W skład wchodzą Aino Jawo oraz Caroline Hjelt. Obie artystki pochodzą ze Szwecji. Największą sławę przyniósł im singel „I Love It”.

## Kariera

### Muzyczne początki
Caroline Hjelt (urodzona 8 listopada 1987) oraz Aino Jawo (urodzona 7 lipca 1986) poznały się na imprezie w lutym 2009 roku. 4 tygodnie później miały już napisane utwory oraz występowały przed publicznością. Duet zaczął pracować nad pierwszym krążkiem wraz ze Style of Eye, Patrickiem Bergeriem, Elof Loelv i Starsmithem. Występowały poza granicami swojego kraju – w Stanach Zjednoczonych, Niemczech, Włoszech i Londynie. Ich pierwszym singlem została piosenka „Manners”.

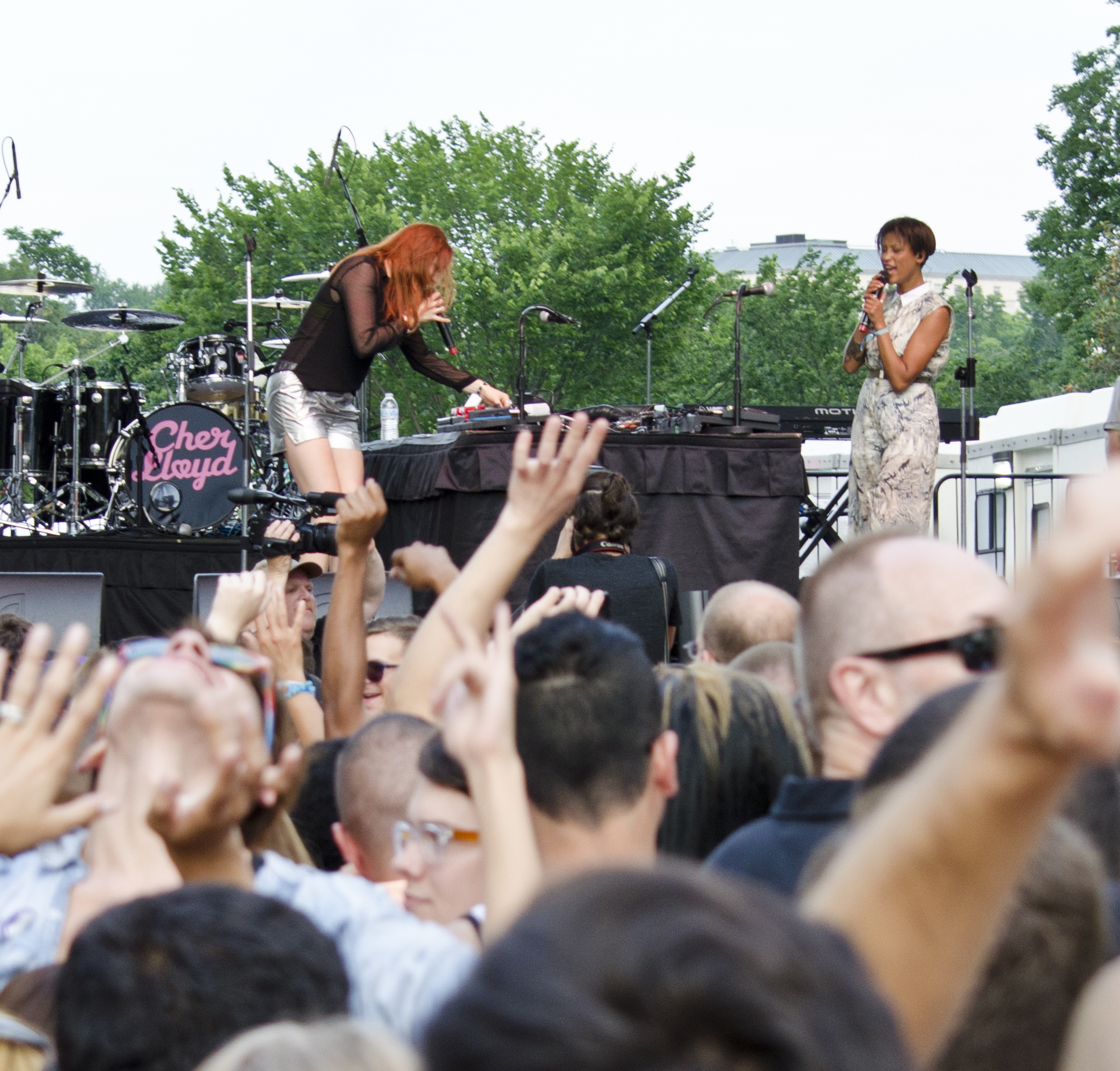
Icona Pop podczas występu w 2013 roku

### 2012-2013:Icona PoporazThis Is... Icona Pop
Na kolejnego singla wybrano przebój „I Love It” z gościnnie występującą Charli XCX. Utwór dotarł do czołówek wielu europejskich krajów – Polski, Szwecji, Austrii czy Niemczech. Także w Stanach Zjednoczonych, Nowej Zelandii oraz Kanadzie zajął bardzo wysokie pozycje, zwłaszcza na listach klubowych przebojów. „I Love It” zostało docenione przez Rolling Stone i uznane za 35 najlepszą piosenkę 2012 roku. Utwór usłyszeć można w serialu Dziewczyny, programie  Snooki & JWoww, serialu Pamiętniki wampirów oraz grze Need for Speed: Most Wanted 2012. Pojawia się także (jako dzwonek telefonu głównego bohatera) w filmie 72 godziny z 2014 roku.

Na kolejne single wybrano Ready for the Weekend (w którego remixie wystąpił zespół The Cataracs) i We Got the World. Oba osiągnęły dość duży sukces w internecie oraz Szwecji.
Icona Pop wystąpiły na gali wręczenia nagród Billboard Music Awards 2013, gdzie zaśpiewały hit „I Love It”.
30 maja 2013 roku nastąpiła premiera utworu Girlfriend, który jest pierwszym singlem z nadchodzącej reedycji debiutanckiego albumu. 23 lipca został opublikowany drugi singiel z wydawnictwa, All Night.

## Dyskografia

### Albumy
| Tytuł                | Dane dot. albumu                                                                           | Najwyższa pozycja |
| Tytuł                | Dane dot. albumu                                                                           | SWE               |
| -------------------- | ------------------------------------------------------------------------------------------ | ----------------- |
| Icona Pop            | - Data: 14 listopada 2012 - Wydawca: Record Company TEN - Format: CD, digital download, LP | 55                |
| This Is... Icona Pop | - Data: 20 września 2013 - Wydawca: Record Company TEN - Format: CD, digital download, LP  | –                 |

### Extended plays
- 2011: Nights Like This
- 2012: Iconic
- 2015: Emergency
- 2017: Så mycket bättre 2017 – Tolkningarna

### Single
| „I Love It” (gościnnie: Charli XCX)                     | 2012 | 2  | 3  | 3  | 9  | 3 | 8  | 16 | 9 | 10 | 7   | - Szwecja: Platyna - Australia: 4× Platyna - Kanada: Złoto - Nowa Zelandia: Złoto | Icona Pop oraz This Is... Icona Pop |
| „We Got the World”                                      | 2012 | 29 | –  | –  | –  | – | –  | –  | – | –  | –   |                                                                                   | Icona Pop oraz This Is... Icona Pop |
| „Ready For the Weekend”                                 | 2012 | –  | –  | –  | –  | – | –  | –  | – | –  | –   |                                                                                   | Icona Pop oraz This Is... Icona Pop |
| „Girlfriend”                                            | 2013 | 57 | 55 | 27 | –  | – | 17 | –  | – | 73 | –   |                                                                                   | This Is... Icona Pop                |
| „All Night”                                             | 2013 | –  | –  | –  | 63 | – | 20 | –  | – | –  | 111 |                                                                                   | This Is... Icona Pop                |
| „Someone Who Can Dance”                                 | 2016 | –  | –  | –  | –  | – | –  | –  | – | –  | –   |                                                                                   |                                     |
| „–” oznacza, że w danym kraju utwór nie został notowany |      |    |    |    |    |   |    |    |   |    |     |                                                                                   |                                     |